# Lista de prefeitos de Roma

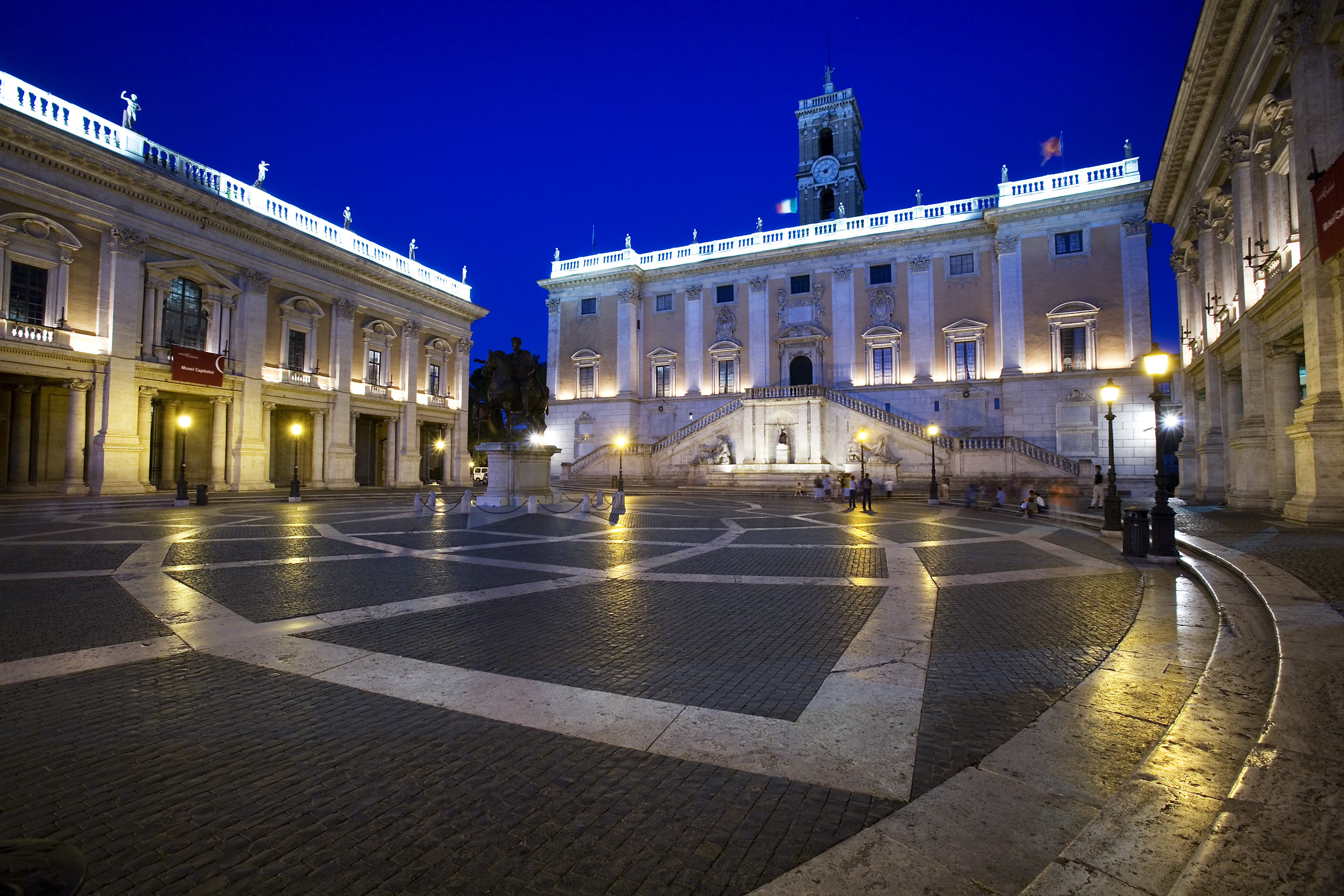
Imagem da cidade de Roma

Lista de prefeitos de Roma, Itália.
| Início do mandato       | Fim do mandato          | Prefeito                       | Partido                                      |
| ----------------------- | ----------------------- | ------------------------------ | -------------------------------------------- |
| Novembro de 1870        | Dezembro de 1870        | Giuseppe Lunati                |                                              |
| Dezembro de 1870        | Março de 1871           | Filippo Doria Pamphili         |                                              |
| Março de 1871           | Maio de 1871            | Giovanni Angelini              |                                              |
| Maio de 1871            | Outubro de 1871         | Francesco Pallavicini          |                                              |
| Outubro de 1871         | Maio de 1872            | Francesco Grispigni            |                                              |
| Junho de 1872           | Novembro de 1872        | Pietro Venturi                 |                                              |
| Novembro de 1872        | Julho de 1874           | Luigi Pianciani                |                                              |
| Julho de 1874           | Novembro de 1877        | Pietro Venturi                 |                                              |
| Novembro de 1877        | Julho de 1880           | Emanuele Ruspoli               |                                              |
| Julho de 1880           | Outubro de 1881         | Augusto Armellini              |                                              |
| Outubro de 1881         | Maio de 1882            | Luigi Pianciani                |                                              |
| Maio de 1882            | Dezembro de 1887        | Leopoldo Torlonia              |                                              |
| Janeiro de 1888         | Novembro de 1889        | Alessandro Guiccioli           |                                              |
| Novembro de 1889        | Junho de 1890           | Augusto Armellini              |                                              |
| Junho de 1890           | Dezembro de 1890        | Camillo Finocchiaro Aprile     | Comissário do prefeito                       |
| Dezembro de 1890        | Novembro de 1892        | Onorato Caetani                |                                              |
| Dezembro de 1892        | Novembro de 1899        | Emanuele Ruspoli               |                                              |
| Novembro de 1899        | Dezembro de 1899        | Enrico Galluppi                |                                              |
| Dezembro de 1899        | Outubro de 1904         | Prospero Colonna               |                                              |
| Outubro de 1904         | Dezembro de 1904        | Carlo Palomba                  |                                              |
| Dezembro de 1904        | Julho de 1907           | Giovanni Cruciani Alibrandi    |                                              |
| Julho de 1907           | Novembro de 1907        | Cesare Salvarezza              |                                              |
| Novembro de 1907        | Dezembro de 1913        | Ernesto Nathan                 |                                              |
| Dezembro de 1913        | Julho de 1914           | Fausto Aphel                   |                                              |
| Julho de 1914           | Junho de 1919           | Prospero Colonna               |                                              |
| Junho de 1919           | Novembro de 1920        | Adolfo Apolloni                |                                              |
| Novembro de 1920        | Maio de 1921            | Luigi Rava                     |                                              |
| Maio de 1921            | Maio de 1922            | Giovanni Valli                 |                                              |
| Junho de 1922           | Dezembro de 1926        | Filippo Cremonesi              | Partido Nacional Fascista                    |
| Dezembro de 1926        | Setembro de 1928        | Ludovico Spada Potenziani      | Partido Nacional Fascista                    |
| Setembro de 1928        | Janeiro de 1935         | Francesco Boncompagni Ludovisi | Partido Nacional Fascista                    |
| Janeiro de 1935         | Novembro de 1936        | Giuseppe Bottai                | Partido Nacional Fascista                    |
| Novembro de 1936        | Agosto de 1939          | Piero Colonna                  | Partido Nacional Fascista                    |
| Setembro de 1939        | Agosto de 1943          | Giangiacomo Borghese           | Partido Nacional Fascista                    |
| Agosto de 1943          | Janeiro de 1944         | Riccardo Motta                 |                                              |
| Janeiro de 1944         | 3 de junho de 1944      | Giovanni Orgera                |                                              |
| 4 de junho de 1944      | 10 de junho de 1944     | Roberto Bencivenga             |                                              |
| 10 de junho de 1944     | 10 de novembro de 1946  | Andrea Doria Pamphili          |                                              |
| 11 de novembro de 1946  | 11 de dezembro de 1946  | Salvatore Rebecchini           | Partido Democrata Cristão                    |
| 28 de dezembro de 1946  | 4 de novembro de 1947   | Mario De Cesare                | Comissário do prefeito                       |
| 5 de novembro de 1947   | 27 de maio de 1956      | Salvatore Rebecchini           | Partido Democrata Cristão                    |
| 9 de julho de 1956      | 27 de dezembro de 1958  | Umberto Tupini                 | Partido Democrata Cristão                    |
| 9 de janeiro de 1958    | 29 de abril de 1961     | Urbano Cioccetti               | Partido Democrata Cristão                    |
| 11 de julho de 1961     | 16 de julho de 1962     | Francesco Diana                | Comissário do prefeito                       |
| 17 de julho de 1962     | 5 de março de 1964      | Glauco Della Porta             | Partido Democrata Cristão                    |
| 12 de março de 1964     | 14 de novembro de 1967  | Americo Petrucci               | Partido Democrata Cristão                    |
| 21 de dezembro de 1967  | 6 de maio de 1969       | Rinaldo Santini                | Partido Democrata Cristão                    |
| 30 de julho de 1969     | 15 de fevereiro de 1972 | Clelio Darida                  | Partido Democrata Cristão                    |
| 6 de março de 1972      | 16 de março de 1972     | Remo Fiorucci                  | Assessor ancião                              |
| 17 de março de 1972     | 20 de junho de 1972     | Clelio Darida                  | Partido Democrata Cristão                    |
| Maio de 1976            | Agosto de 1976          | Giovanni Starita               | Assessor ancião                              |
| 9 de agosto de 1976     | 25 de setembro de 1979  | Giulio Carlo Argan             | Esquerda independente                        |
| 27 de setembro de 1979  | 7 de outubro de 1981    | Luigi Petroselli               | Partido Comunista Italiano                   |
| 7 de outubro de 1981    | 15 de outubro de 1981   | Pierluigi Severi               | Assessor ancião                              |
| 15 de outubro de 1981   | 12 de maio de 1985      | Ugo Vetere                     | Partido Comunista Italiano                   |
| 31 de julho de 1985     | 10 de maio de 1988      | Nicola Signorello              | Partido Democrata Cristão                    |
| 6 de agosto de 1988     | Março de 1989           | Pietro Giubilo                 | Partido Democrata Cristão                    |
| 20 de julho de 1989     | 18 de dezembro de 1989  | Angelo Barbato                 | Assessor ancião                              |
| 19 de dezembro de 1989  | 19 de abril de 1993     | Franco Carraro                 | Partido Socialista Italiano                  |
| 21 de abril de 1993     | 10 de novembro de 1993  | Alessandro Voci                | Comissário do prefeito                       |
| 10 de novembro de 1993  | 4 de dezembro de 1993   | Aldo Camporota                 | Commissário do prefeito                      |
| 8 de dezembro de 1993   | 8 de janeiro de 2001    | Francesco Rutelli              | Federação dos Verdes / Democratas            |
| 9 de janeiro de 2001    | 27 de maio de 2001      | Enzo Mosino                    | Commissário do prefeito                      |
| 27 de maio de 2001      | 13 de fevereiro de 2008 | Walter Veltroni                | Democratas de Esquerda / Partido Democrático |
| 26 de fevereiro de 2008 | 28 de abril de 2008     | Mario Morcone                  | Comissário do prefeito                       |
| 28 de abril de 2008     | 11 de junho de 2013     | Gianni Alemanno                | Povo da Liberdade                            |
| 12 de junho de 2013     | 31 de outubro de 2015   | Ignazio Marino                 | Partido Democrático                          |
| 1 de novembro de 2015   | 22 de junho de 2016     | Francesco Paolo Tronca         | Comissário do prefeito                       |
| 22 de junho de 2016     | atualidade              | Virginia Raggi                 | MoVimento 5 Estrelas                         |